# 長崎男児誘拐殺人事件
長崎男児誘拐殺人事件（ながさきだんじゆうかいさつじんじけん）とは、2003年（平成15年）7月1日に長崎県長崎市で発生した、男児が誘拐され殺害された事件。

## 状況
2003年（平成15年）7月1日午後7時頃、長崎市内の大型家電量販店を家族で買い物に訪れ、一人でゲームコーナーで遊んでいた男児に対して、加害者の当時中学1年の少年が「お父さん、お母さんに会いに行こう」と騙して連れて行く。路面電車に無賃乗車し、商店街を連れ回した後、長崎市万才町の築町パーキングビル屋上で男児を全裸にし、腹などに殴る蹴るの暴行を加えた。さらに、はさみで性器を数箇所切り付けた。しかし、防犯カメラが設置されていることに気づいてパニックになり、泣き叫んでいた男児を「何とかしなければ」と思い、男児を抱え上げて手すり越しに、屋上から約20メートル下の通路に突き落として殺害した。
犯行後から補導されるまで、少年は通っていた中学校で、事件について冗談を交えて話したり（同級生証言）、男児と出会った電器店でゲームソフトを購入していた。
犯行現場に近い繁華街に設置されていた防犯カメラにより、7月9日に加害者の少年が補導される。少年は事件当時12歳であったため、逮捕することができず補導という形であった。この事件以前にも少年は、この事件と類似した異常性欲が顕著に見られる事件を20件以上引き起こしていた。なお、この事件に関しては、イギリスで1993年に起きたバルジャー事件との類似性についても多く報道された。
また、少年は小学3年の頃に友人に股間を蹴られ病院に行っており、この頃から男性器への執着が生まれていったとされる。2003年8月6日付けの『週刊新潮』では「ボクは、ずっと前におなじことされたもん。裸にされて怖い思いしたから。それでも、じっと黙っとったもん」「怖かったけど、変な気持ちになった。だから、ボクも中学生になって、同じことをしてもいいと思ったからね」という話が載せられている。
加害者が中学1年の少年であったため、凶悪な少年事件として国内を震撼させた。加害者の少年は、「男児の性器に対する拘りを払拭することは出来ない」と述べており、児童自立支援施設を退所できないまま、中学校を卒業した。

## 家庭裁判所の審判
長崎家庭裁判所は、審判にあたり専門家チームによる7月24日から9月19日の約2ヶ月間の精神鑑定を実施した。
その結果、少年の特質として
1. パニックになりやすい
2. 対人共感性、対人コミュニケーション能力が乏しい
3. 母親を異常に恐れている

と分析。一方で、学校の成績は学年トップクラスで、なおかつ12歳でありながらすでに三国志を読破しているなど、知能面での障害がないことから、少年をアスペルガー症候群であると診断した。
しかし、家裁はアスペルガー症候群について「事件に影響はしたが、理由ではない」と慎重な断りを入れた上で、直接的な背景は「中学校に進学して環境が激変したこと」「両親の不仲が続き、心理的負担が大きかったこと」などを列挙。そして「当日、帰宅が遅れたことを母親に叱責されるのを恐れて」緊張状態のまま家を離れたことが引き金になり、従来から抱いていた男性性器への関心が強迫症状として表れたと認定した。
母親は少年に非常に厳しく接する面もあったが、まだ12歳の少年に毎月10万程度の小遣いを与えていた過保護な面、少年が深夜に帰ってこなくても心配もしなければ叱りもしないという放任の面もありながら、気に入らない事があるとすぐに癇癪を起こし、騒音を起こすなど、近隣住民や知人からは「身勝手な人」として有名であった。取材を受けた際にも報道陣を睨みつけ、「困ります」「迷惑です」と話し始め、一切の責任を感じていない旨を記者に語った。
事件の3か月後、加害者の両親は被害者の両親に謝罪をしたが、被害者家族にとっては形式だけの真摯さのない虚構の謝罪としか受け取れないものであった。また、謝罪するまでは雲隠れするかのように沈黙を続けており、この事も被害者家族の加害者両親への憤慨を助長させる結果となった。
家裁は児童自立支援施設への送致と1年間の強制措置（鍵付きの部屋に入れられる）を認め、少年は2003年9月29日、国立武蔵野学院（埼玉県さいたま市緑区）へ入所した。強制措置については、入所後1年ごとに再検討が行われており、2006年9月に3度目の延長がなされたが、4度目の延長はなされず、2007年9月に解除された。

## 影響
加害者の補導後、加害者がアスペルガー症候群との診断を受けたことから、西日本新聞は、「加害少年は自閉症」と1面トップで報道した。これに対し、日本自閉症協会は、上記の診断結果にもかかわらず「自閉症に対する偏見を助長しかねない」「自閉症と事件に因果関係はない」と抗議声明を発表。特に全国にあるアスペルガー症候群の子をもつ保護者の会の反発は強く、各報道機関に「アスペルガーという名称を使用しないでほしい」と要望する出来事まで起きた。
一方、アスペルガー症候群への理解を深めるための本が出版されたり、「自分はアスペルガー症候群」と名乗る人が出たりして、社会的な関心が広まったという側面もある。
また、この事件を契機に、保護者や教育関係者の外部に対する警戒心が高まった。
加害者の少年補導後、加害少年の通っていた中学校では、生徒に対する嫌がらせや暴行が相次いだ。また『しんぶん赤旗』の報道によると、嫌がらせの電話が矢継ぎ早にかけられたという。学校のホームページにも中傷や罵詈雑言の書き込みが相次ぎ、閉鎖に追い込まれた。また「加害少年」と題した顔入り写メールが出回り、加害少年ではない、別の少年の顔写真までもが出回った。
加害者生徒が通っていた学校は報道では名前が伏せられていたが、インターネットの書き込みによって暴露されることとなった。生徒への暴行、嫌がらせの背景にはインターネットによる暴露という事情があった。こうした経緯により、生徒から「中学校名・校章の付いた制服では登校したくない」との訴えが多数寄せられ、学校側は急遽私服での登校を許可した。

## その他
事件後の7月11日の閣議後の記者会見で、当時防災担当大臣兼構造改革特区担当大臣の鴻池祥肇が、この事件について「嘆き悲しむ（被害者の）家族だけでなく、犯罪者の親も（テレビなどで）映すべきだ」「（加害少年だけでなく、彼の）親を市中引き回しの上、打ち首にすればいい」と発言した。当時、鴻池は青少年育成推進本部副本部長も務めていたため、この発言が物議を醸した。その一方で、一部報道では鴻池の発言を支持する声も多数寄せられたという。
被害男児が殺害された現場の近くには、事件後しばらくしてから事件現場付近の元消防士の男性らにより地蔵が設置された。現在この地蔵は実質上の慰霊碑的な役目を果たしている。
また、被害男児の命日には毎年多くの人が冥福を祈りに訪れ、供え物を置いていくため長崎市は遺族側の了承を得てこの時期のみ献花台を設置している。
事件後しばらくして、少年の両親と記者との対話が『長崎新聞』に掲載されたが、これに対して遺族は手記で内容が矛盾していることを指摘、加害者である少年もその家族も許せない旨を発表。
18歳になった加害少年が、2008年9月17日に宿泊していた九州内のホテルを抜け出し、一時行方不明となり9月19日に長崎市内の路上で保護された事が、2009年5月28日に長崎県の「長崎こども・女性・障害者支援センター（児童相談所）」の発表で明らかになった。